# Felswände des nördlichen Odenwaldes
Felswände des nördlichen Odenwaldes este o arie protejată (arie de protecție specială avifaunistică — SPA) din Germania întinsă pe o suprafață de 48,78 ha, integral pe uscat.

## Localizare
Centrul sitului Felswände des nördlichen Odenwaldes este situat la coordonatele 49°49′34″N 8°58′05″E / 49.8261°N 8.9681°E.

## Înființare
Situl Felswände des nördlichen Odenwaldes a fost declarat arie de protecție specială avifaunistică în noiembrie 2004 pentru a proteja 2 specii de animale.

## Biodiversitate
Situată în ecoregiunea continentală, aria protejată nu include niciun habitat protejat.
La baza desemnării sitului se află mai multe specii protejate de  păsări (2): buha (Bubo bubo), Falco peregrinus peregrinus.